# Cộng hòa Transvaal
Cộng hoà Nam Phi (tiếng Hà Lan: Zuid Afrikaansche Republiek; ZAR), cũng được gọi là Cộng hoà Transvaal, là một quốc gia độc lập và được quốc tế công nhận nằm ở nơi hiện là Nam Phi, từ năm 1852 đến 1902. Nước này đã đánh bại Đế quốc Anh trong Chiến tranh Boer thứ nhất và độc lập cho đến khi kết thúc Chiến tranh Boer thứ hai vào ngày 31 tháng 5 năm 1902 khi buộc phải đầu hàng người Anh. Sau chiến tranh, lãnh thổ Cộng hoà Nam Phi trở thành Thuộc địa Transvaal.
Vùng đất từng là Transvaal bây giờ bao gồm tất cả hoặc hầu hết các tỉnh Gauteng, Limpopo, Mpumalanga và Tây Bắc ở phía đông bắc của thời nay.

## Quốc kì
Quốc kỳ Transvaal có ba sọc ngang màu đỏ, trắng và xanh lam (phản chiếu quốc kỳ Hà Lan), với một sọc xanh thẳng đứng ở Palăng và được gọi là Vierkleur. Mô tả pháp lý duy nhất về cờ yêu cầu bảng màu xanh lá cây được ghi là nó đúng (phương châm của nước cộng hòa), điều này thực tế hiếm thấy, và thay vào đó phương châm được hiển thị với huy hiệu của nước cộng hòa. Quốc kỳ cũ của Nam Phi, từ năm 1927 đến năm 1994, là một phần của một đặc điểm có trong thanh trắng trung tâm của nó, một lá cờ nằm ngang của Cộng hòa Transvaal.